# Una foresta incantata per Katia e Carletto
Una foresta incantata per Katia e Carletto (Kit & Kaboodle) è una serie televisiva a cartoni animati prodotta da CinéGroupe.

## Doppiaggio
| Personaggio           | Doppiatore                      |
| --------------------- | ------------------------------- |
| Katia (Kit)           | Tosawi Piovani                  |
| Carletto (Kaboodle)   | Irene Scalzo                    |
| Professore            | Enrico Maggi                    |
| Pasqualino (Heckaddy) | Davide Garbolino                |
| Paola (Pip)           | Monica Bonetto                  |
| Zekangù               | Anna Bonel                      |
| Mamma                 | Tullia Piredda                  |
| Vento                 | Stefano Albertini               |
| Abeti                 | Luca Bottale Marco Casciola     |
| Alberone              | Stefano Albertini               |
| Alberello             | Anna Bonel                      |
| Alberi                | Antonio Paiola Marco Balzarotti |
| Ginepro               | Antonio Paiola                  |
| Fiore                 | Monica Pariante                 |
| Verme                 | Aldo Stella                     |
| Bestiola              | Aldo Stella                     |
| Abete                 | Antonio Paiola                  |
| Libro                 | Marco Balzarotti                |
| Bambino ebreo         | Manuela Scaglione               |
| Albero bimba          | Manuela Scaglione               |